# Constantino Reyes-Valerio
El maestro Constantino Reyes-Valerio (Zinacatepec, Puebla, 10 de enero de 1922 - Ciudad de México, 13 de diciembre de 2006) fue un investigador mexicano, maestro en historia por la UNAM y en química y bacteriología por el IPN e investigador emérito del Instituto Nacional de Antropología e Historia (INAH) por más de 40 años. En la universidad, fue discípulo de Francisco de la Maza, con quien realizó excursiones que le ayudaron a hacerse de un acervo fotográfico.
Sus aportaciones principales fueron sobre la composición química del pigmento azul maya y las aportaciones al arte indígena del siglo XVI con la propuesta del término indocristiano y la profusión en la investigación sobre iconografía. La formación como químico y bacteriólogo que tuvo le permitió insertar en sus trabajos interrogantes y explicaciones derivadas de la constitución física de sus objetos de estudio, como el mencionado pigmento y el encalamiento de las paredes de los murales indígenas del siglo XVI. 
En 1958, ingresó al INAH. Como parte de sus actividades en el instituto, realizó viajes junto a Jorge Gurría Lacroix a diferentes estados y municipios para estudiar y fotografiar sus conventos e iglesias. Otro de los trabajos que desempeñó consistía en organizar fotos y negativos que se le entregaban por parte de los autores para crear una memoria visual del país.
Fue miembro del Sistema Nacional de Investigadores y en 1972 fue becado por la Fundación John Guggenheim, con lo que realizó su obra Arte indocristiano. Fue profesor de iconografía, símbolos cristianos y fotografía en la Escuela Nacional de Restauración del INAH.

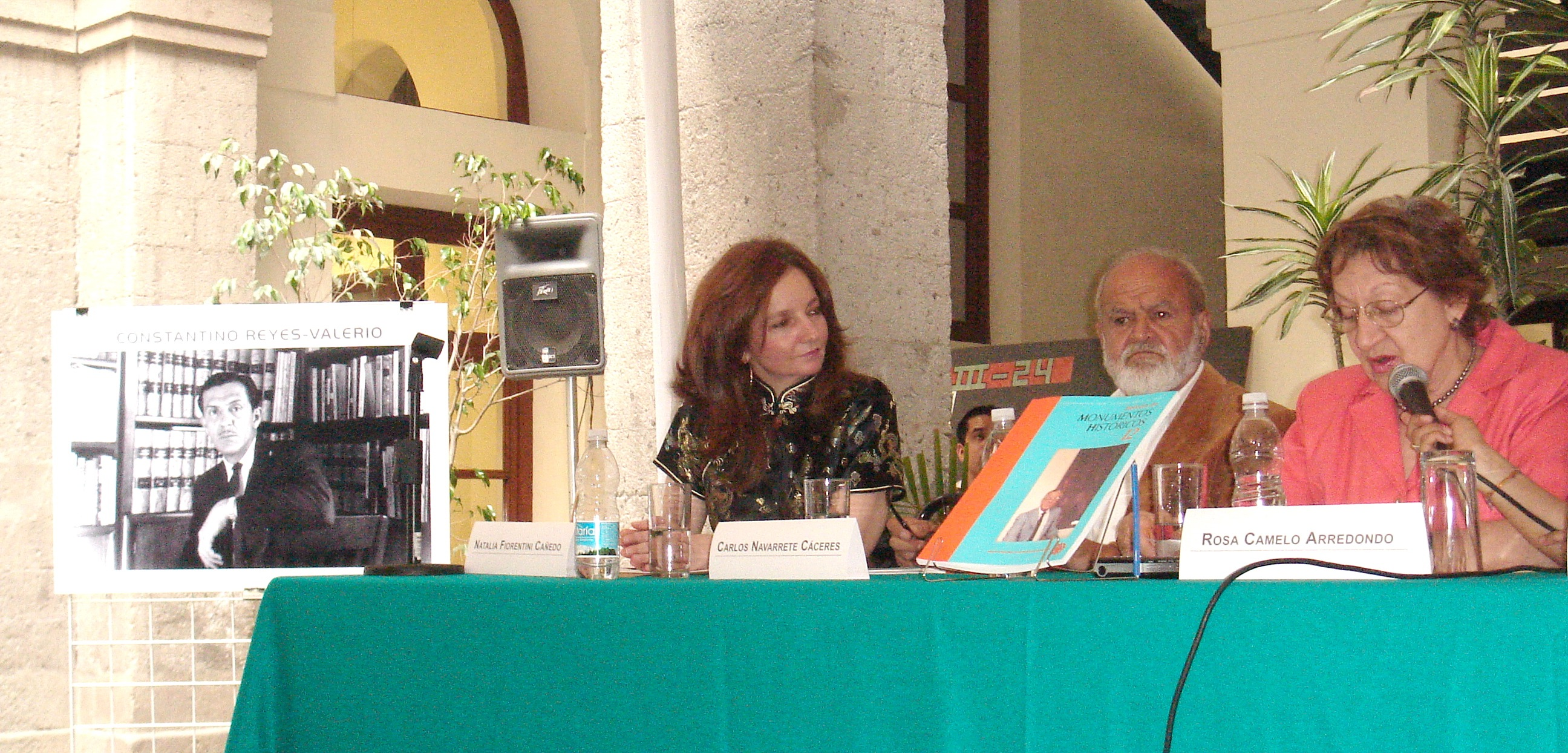
Evento en el que se nombra la Fototeca Constantino Reyes-Valerio de la Coordinación de Monumentos Históricos del INAH. En la foto: Natalia Fiorentini, Carlos Navarrete y Rosa Camelo, a la extrema izquierda una foto de Reyes-Valerio.

Falleció trágicamente en 2006 víctima de un asalto. En el 2008, se construyó la escuela primaria bilingüe (náhuatl - español) Constantino Reyes-Valerio en su natal San Sebastián Zinacatepec en el estado de Puebla.
El 22 de abril del 2009 se celebró en la Coordinación Nacional de Monumentos Históricos los 31 años del Boletín de Monumentos Históricos, este evento se acompañó con la develación de placas de los acervos que conforman el Centro de Documentación de la CNMH, una de ellas con el nombramiento de la Fototeca Contantino Reyes – Valerio. 
También, recorrió por 45 años el país tomando fotografías que ahora se resguardan en la Fototeca Constantino Reyes Valerio. Durante el 31 aniversario del Boletín de Monumentos Históricos se anunció la donación del archivo fotográfico personal de Constantino, con el fin de enriquecer el archivo.
La mayoría de sus fotografías acompañaron artículos publicados en el Boletín del INAH.

## Principales obras

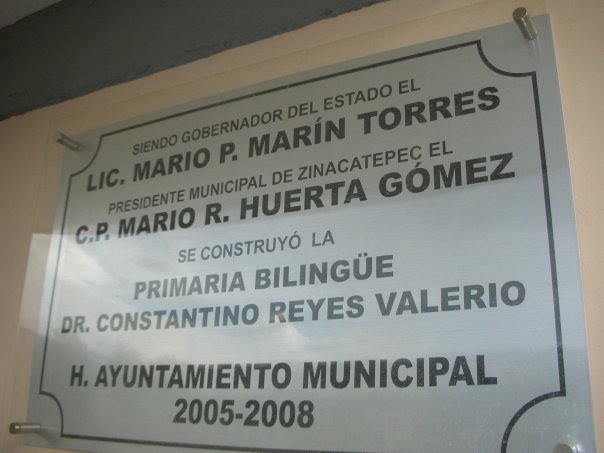

### Libros
- 1960 Tepalcingo.
- 1960 	Trilogía Barroca.
- 1964 	Colegios de Tepotzotlán.
- 1964 	Juan Gersón. Tlacuilo de Tecamachalco.
- 1967 	Tepotzotlán.
- 1977 	El Libro De Villard De Honnecourt. Manuscrito del siglo XIII.
- 1978 	Arte Indocristiano. Escultura del siglo XVI en México.
- 1989 	El pintor de conventos. Los murales del siglo XVI en la Nueva España, México, INAH
- 1993 	De Bonampak al Templo Mayor. El Azul maya en Mesoamérica.
- 2000	Arte indocristiano. Escultura y pintura del siglo XVI en México.

### Obras Fotográficas

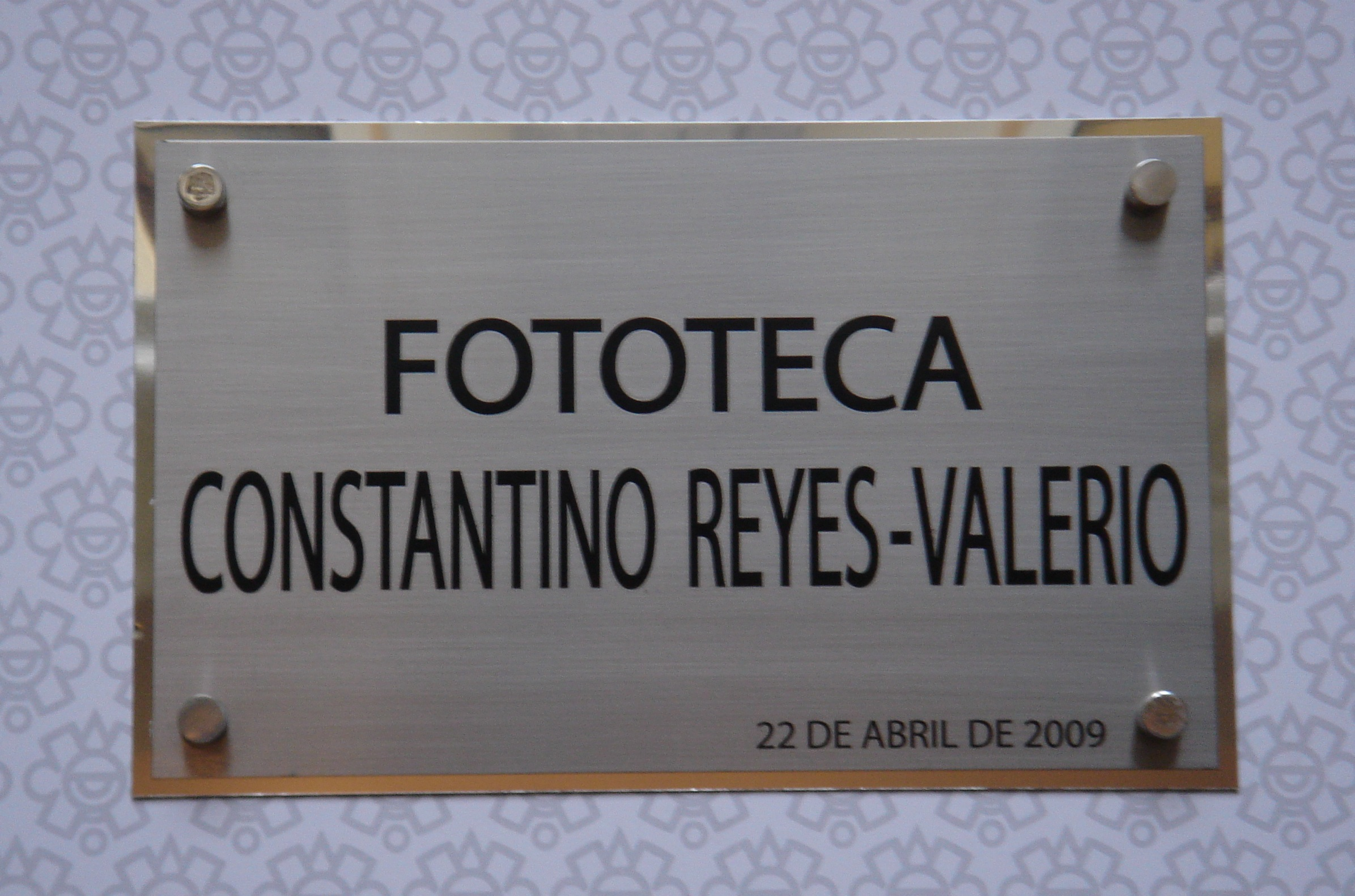

- 1965 	Mexican Art. Justino Fernández
- 1967 	Museo Nacional de Antropología. Eugenio Fishgrund
- 1967 	Museo Nacional de Historia. Eugenio Fishgrund
- 1969 	100 obras maestras del Museo Nacional de Antropología, México. José Bolea
- 1974 	Pintura del siglo XVII, por Diego Angulo Íñiguez,
- 1974 	El arte en América y Filipinas por Enrique Marco Dorta.
- 1985 	Arte iberoamericano desde la colonización a la independencia, por Santiago Sebastián, José de Mesa y Teresa Gisbert de Meza.

### Artículos y conferencias internacionales

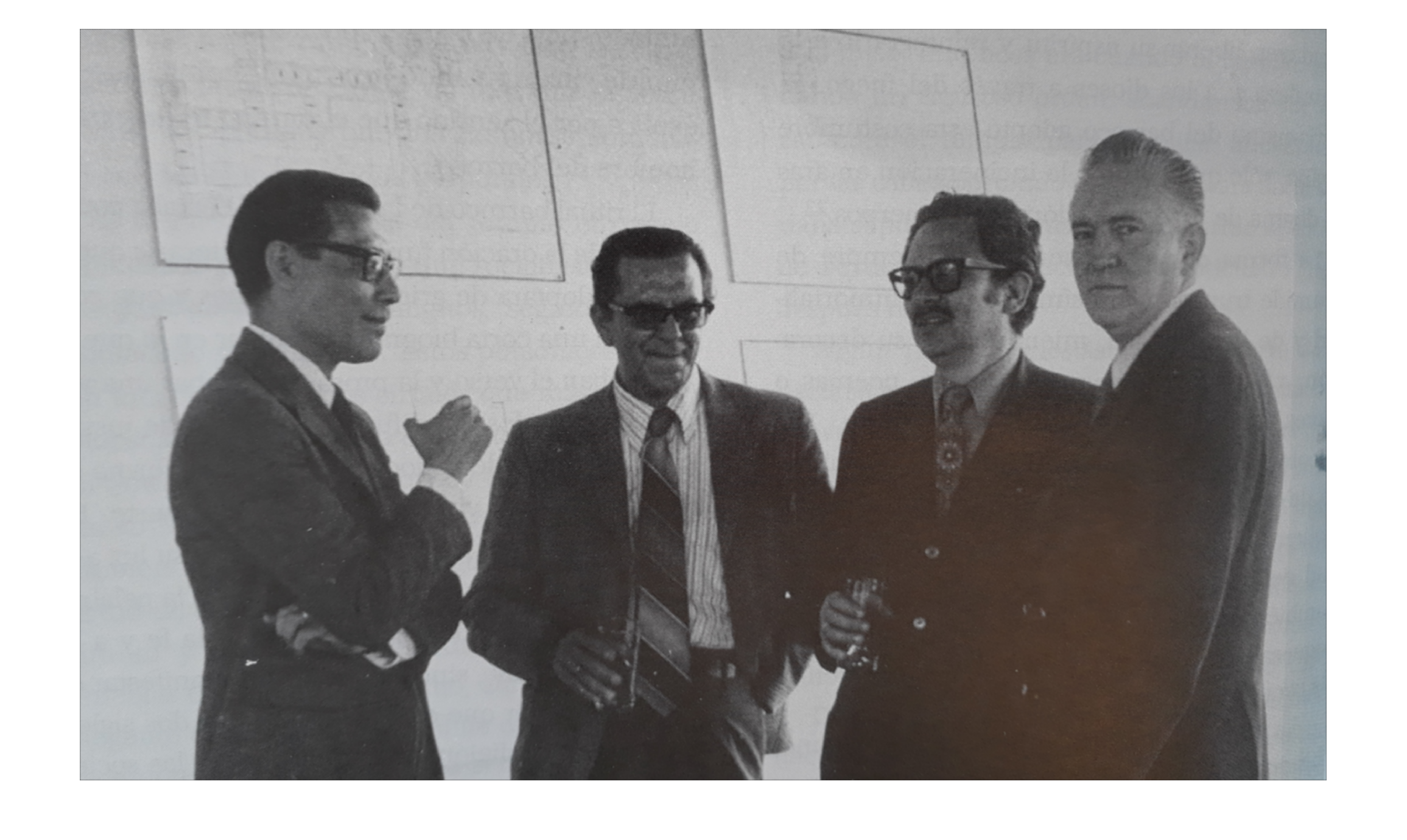
Photograph of Carlos Chanfon, Constantino Reyes-Valerio, Carlos Martínez Marin and Jorge Gurria

- 1980	“La pintura mural del siglo XVI en México”. (en libro en homenaje a Erwin Walter Palm, Heidelberg, Alemania) Jahrbuch für geschichte von staat, wirtschaft II, pp. 629-635.
- 1987	"El estilo yucateco en la arquitectura", The Dictionary of Art, MacMillan Publishers, Londres.
- 1987	"El estilo poblano en la arquitectura", The Dictionary of Art, McMillan Publishers, Londres.
- 1999	Giacomo Chiari, David Ajó, C. Reyes-Valerio y F. Zuane, “Application of photoluminescence spectroscopy to the investigation of materials used in works of Art” en Proceedings. 6th International Conference On Non Destructive Testing and Microanalysis for the Diagnostics and Conservation of the Cultural Environmental Heritage, vol. I, págs. 1717 a 1726, Italia.
- 2000	Giacomo Chiari, R.Giustetto, C.Reyes-Valerio and G.Richiardi, Maya Blue Pigment: A Palygorskite-Indigo complex, XXX Congresso Associazione Italiana di Cristallografia, Martina Franca (Ottobre 2000)
- 2001	David Ajó, G. Chiari & C. Reyes-Valerio. “Characterization of Maya Blue by Photoluminescence Spectroscopy”. Póster presentado en el 32nd International Symposium of ARCHAEOMETRY, May-15-19, 2000 Ciudad de México, México y que será publicado próximamente.
- 2001	G. Chiari, R. Giustetto, J. Drusik, M Schilling, C. Reyes-Valerio: “Maya Blue structure: Some New Insides, DHA20 Amsterdam 2001 Netherlands Institute for Cultural Heritage, Amsterdam, 1-2 de noviembre de 2001.
- 2001	Chiari G, Giustetto R, Reyes-Valerio C & Ricchiardi G Powder Refinement of Maya Blue: A Palygorskite-Indigo Complex: (OS05:TUam03:G6). April 8th - 12th, 2001, European Union of Geosciences EUGXI Programme
- 2002	G. Chiari, R. Giustetto, E. Cechi, A. Masic, C. Reyes-Valerio y G. Bonani: “Dating Mesoamerican Paintings by 145C AMS. Measurements of the Indigo contained in the Maya Blue Pigment: Work in Progress”, Archeometria 3000, Accademia Nazionale dei Lincei, marzo de 2001, Roma, Italia.
- 2002	C. Chiari, R. Giustetto, C. Reyes-Valerio and G. Ricchiardi “Crystal Structure Refinement of Maya Blue from Powder Synchrotron Diffraction”, Symposium OS05 Recent Advances in the Physics and Chemistry, European Journal of Mineralogy, Italia.
- 2003	M. Sánchez del Río , C. Reyes- Valerio, A. Somogyi, P. Martinetto, E. Dooryhée, M. Suárez Barrios, L. Alianelli, R. Felici, Maya Blue: a Millenary Organo- Clay Pigment Revisited, EUROCLAY 22 de junio de 2003-26 2003, Modena, ITALY
- 2003	Reyes-Valerio, Constantino, Maya Blue, Nature of the Pigment and the Men who produced it, University College London, University of London, 9 de octubre de 2003.
- 2003	Reyes-Valerio, Constantino, Arte Indocristiano, a Legacy of two Cultures, Birbeck College, University of London, 8 de octubre de 2003.
- 2004	M. Sánchez del Río, P. Martinetto, C. Reyes-Valerio, E. Dooryhée, N. Peltier, M. Suárez, and L. Alianelli "Synthesis and acid-resistance of Maya blue pigment", Applied Clay Science
- 2004	M. Sánchez del Río, P. Martinetto, A. Somogyi, C. Reyes-Valerio, E. Dooryhée, N. Peltier, L. Alianelli, B. Moignard, L. Pichon, T. Calligaro, J.-C. Dran, "Microanalysis study of archaeological mural samples containing Maya blue pigment”, Spectrochimica Acta B 59 (2004) 1619-1625
- 2004	M. Sánchez del Río, P. Martinetto, C. Reyes-Valerio, E. Dooryhée, and M. Suárez "Synthesis and acid-resistance of the Maya blue pigment", Archaeometry.
- 2005	M. Sánchez del Río, A. Sodo, S. G. Eeckhout, T. Neisius, P. Martinetto, E. Dooryhée and C. Reyes-Valerio "Fe K-edge XANES of Maya blue pigment", Nuclear Instruments and Methods in Physics Research Section B: Beam Interactions with Materials and Atoms, Volume 238, Issues 1-4, August 2005, Pages 50-54
- 2005	M. Sánchez del Río, M. Suárez, E. García Romero, L. Alianelli, R. Felici, P. Martinetto, E. Dooryhée, C. Reyes-Valerio, F. Borgatti, B. Doyle, A. Giglia, N. Mahne, M. Pedio and S. Nannarone "Mg K-edge XANES of sepiolite and palygorskite" Nuclear Instruments and Methods in Physics Research Section B: Beam Interactions with Materials and Atoms, Volume 238, Issues 1-4, August 2005, Pages 55-60
- 2006	Manuel Sánchez del Río, Constantino Reyes-Valerio, Michel Picquart, Emmanuel Haro-Poniatowski, Enrique Lima, Víctor Hugo Lara, Patricia Castillo, Humberto Vázquez, Víctor Hugo Uc, Sandra Páez, Sonia Menéndez Castro, Karen Mahé Lugo Romera, Pedro Bosch, Corina Solís “Nuevas investigaciones sobre el azul maya” en La ciencia de materiales y su impacto en la arqueología volumen III, octubre de 2006, pp 11-20. ISBN 970-773-269-5
- 2006	M. Sánchez Del Río, P. Martinetto, C. Reyes-Valerio, E. Dooryhée, M. Suárez, “Synthesis And Acid Resistance Of Maya Blue Pigment”, Archaeometry Vol 48, February 2006, Pages 115
- 2006	M. Sánchez del Río, P. Martinetto, C. Solís, and C. Reyes-Valerio, “PIXE analysis on Maya blue in Prehispanic and colonial mural paintings”, Nuclear Instruments and Methods in Physics Research Section B: Beam Interactions with Materials and Atoms, August 2006, Pages 628-632

### Artículos y conferencias nacionales
- 1962 "El nicho de Hueyapan", Boletín INAH, n.º 9, pp. 9-10.
- 1962 "El templo de la Merced de Quecholac", Boletín INAH, n.º 11, pp. 14-15.
- 1963 "Las pinturas de Juan Gersón en Tecamachalco", Boletín INAH, n.º 12, pp. 9-10.
- 1967 "Las pinturas en papel de amate de Ixmiquilpan", Boletín INAH, n.º 27, pp. 25-28.
- 1967 "Testamento de Lorenzo Rodríguez", Boletín INAH, n.º 28, pp. 36-38.
- 1967 "Una pintura indígena en Cuauhtinchan", Boletín INAH, n.º 29, pp. 1-6.
- 1967 "El escultor indígena de Tetepango", Boletín INAH, n.º 30, pp. 9-12.
- 1968 "La pila bautismal de Zinacantepec", Boletín INAH, n.º 31, pp. 24-27.
- 1968 "El retablo de Santiago Tlatelolco", Boletín INAH, n.º 32, pp. 38-40.
- 1969 "La capilla abierta de Huaquechula", Boletín INAH, n.º 35, pp. 19-21.
- 1969 "La obra indígena de Tepeapulco", Boletín INAH, n.º 37, pp. 13-18.
- 1969 "Los constructores de Santo Domingo", Boletín INAH, n.º 38, pp. 42-44.
- 1969 "La fuente de Tochimilco", Boletín INAH, n.º 39, pp. 4-6.
- 1970 "El Retablo de San Bartolomé Solotepec I", Boletín INAH, n.º 40, pp. 55-58.
- 1970 El Retablo de San Bartolomé Solotepec II", Boletín INAH, n.º 41, pp. 45-47.
- 1970 "Los indios pintores de Tlatelolco", Boletín INAH, n.º 41, pp. 50-54.
- 1970 "Los tlacuilos y tlacuicuic de Itzmiquilpan", Boletín INAH, n.º 42, pp. 9-13.
- 1970 "Tres retablos de Isidoro Vicente de Balbás", Boletín INAH, n.º 42, pp. 117-120
- 1975 "Iconografía de un grabado de Diego de Valadés", Cuadernos de Culhuacán, n.º 1, pp. 13-18.
- 1976 "La capilla abierta de Actopan y sus murales", Cuadernos de Culuhuacán, n.º 2, pp. 33-36.
- 1977 "Cosmovisión del artista indio del siglo XVI", Boletín Churubusco n.º 1, pp. 23-36.
- 1979 "Una pintura mural desconocida en Tecamachalco", Boletín Churusbusco n.º 3, pp. 93-109.
- 1979 Comentario a la ponencia: “Consideraciones en torno al llamado estilo tequitqui” del Dr. Enrique Marco Dorta (Madrid), en ligro La dicotomía entre arte culto y arte popular, UNAM, pp. 157-161.
- 1979 Comentario a la ponencia “El estilo a la fachada de la catedral de Zacatecas”, en el libro La dicotomía entre arte culto y arte popular, UNAM, pp. 183-184.
- 1982 "El arte tequitqui o Indocristiano". Historia del arte mexicano Salvat, n.º 3, pp. 98-117.
- 1985 "Una técnica para montar cortes estratigráficos de pintura", Restauración n.º 1, pp. 4-5.
- 1989 "Las pictografías nahuas en el arte indocristiano". (Primer Coloquio de Documentos Pictográficos de Tradición náhuatl), en libro Primer Coloquio de Documentos Pictográficos, UNAM, pp. 72-77.
- 1986 "El origen de una pintura mural de Metztitlán", Antropología 9, pp. 17-18.
- 1987 "Participación indígena en el arte novohispano de Cuauhtinchan", S. Juan Bautista Cuauhtinchan.
- 1996 "Las pictografías nahuas de San Mateo Xóloc", Boletín Monumentos Históricos 12, pp. 28-33.
- 2000 "El enigma de Tula y los tulanes o toltecas", Arqueología, Historia y Antropología. In memoriam José Lorenzo Bautista, México, INAH, 2000, pp. 331-348.
- 2001 "Acercamiento a fray Bernardino de Sahagún". Ponencia aprobada para el libro homenaje al maestro Carlos Martínez Marín (UNAM: en proceso de publicación).